# Гимнокалициум Фаттера
Гимнокалициум Фаттера (лат. Gymnocalycium vatteri) — кактус из рода гимнокалициум.

## Описание
Стебель приплюснутый или бочкообразный, до 10 см в диаметре. 11 рёбер разделены поперечными желобками, ареолы расположены в небольших углублениях на верхушках бугорков. Из каждой ареолы растёт одна колючка.
Цветок появляется поблизости от точки роста, его оливково-зелёная трубка покрыта чешуйками. Лепестки белые, нередко с розоватыми основаниями.
Это медленнорастущий кактус.

## Распространение
Вид растёт на севере Аргентины в провинции Кордова, в горах Сьерра-Гранде на высоте 1000 метров.